# Anna Cramling
Anna Cramling Bellón (Malaga, 30 aprile 2002) è una scacchista di cittadinanza spagnola e svedese.
Maestro FIDE femminile, ha rappresentato la federazione spagnola di scacchi fino al 2014, quando ha ottenuto il trasferimento alla federazione svedese, con la quale ha disputato 3 Olimpiadi degli scacchi nel 2016, nel 2022 e nel 2024 e due Campionati europei a squadre.

## Biografia
Figlia dei grandi maestri Pia Cramling e Juan Manuel Bellón López, Anna inizia a giocare a scacchi fin dalla tenera età di 3 anni. A undici anni la sua famiglia si trasferisce in Svezia, scelta che la porta a cambiare federazione nel 2014.
Con l'inizio della pandemia di COVID-19, che ha limitato il numero di tornei dal vivo, intraprende la carriera di streamer di scacchi, raggiungendo una certa popolarità, che le permette, nel gennaio 2021, di sottoscrivere un contratto con una società di esports.

## Carriera
Supera la soglia dei 2000 nel punteggio Elo nel giugno 2016 all'età di 14 anni, dopo aver gareggiato nell'Hasselbacken Chess Open di Stoccolma. Nel mese di settembre rappresenta la Svezia alle Olimpiadi di Baku in Azerbaigian, gareggiando insieme al padre e alla madre, rispettivamente capitano e prima scacchiera della squadra. La rappresentativa si classificherà 23ª.
Nel 2018 ottiene il titolo di Maestro FIDE femminile. Rifiuta invece di partecipare alle Olimpiadi di Batumi, in Georgia a causa di alcuni screzi con la federazione, la quale aveva escluso suo padre Bellón López come capitano della nazionale femminile.
Nel 2022 rappresenta nuovamente la Svezia, insieme a sua madre Pia, alle Olimpiadi di Chennai, in India, giocando in terza scacchiera e ottenendo il punteggio di 5 su 10.

## Stile di gioco
Cramling ha una forte preferenza per giocare 1.d4 (partita di donna) con i pezzi bianchi rispetto a qualsiasi altra prima mossa. Cramling crede di combinare lo stile di apertura di sua madre con lo stile aggressivo di suo padre, dicendo: «Credo di giocare in modo molto aggressivo, specialmente quando gioco online. È semplicemente più divertente! Direi che questo l'ho ereditato da mio padre, perché è sicuramente un giocatore molto aggressivo e tattico. In questo senso, gioco molto come lui, e per quanto riguarda le aperture, ne utilizzo molte simili a quelle di mia madre, perché lei me ne ha insegnate molte. Quindi, suppongo che potrei dire che gioco con le aperture di mia madre e lo stile di mio padre!».
Nella realtà appurata dei fatti la Cramling ha un gioco molto mnemonico, tattico ma nella fattispecie prevalentemente posizionale. Infatti, questo le permette di prevalere su avversari di punteggio superiore quando il tempo di gioco è molto limitato.